# Trespassers William
I Trespassers William sono stati un gruppo musicale indie rock/dream pop conosciuto per la sua musica raffinata. Originari della California meridionale, si sono spostati nella zona di Sodo/Capitol Hill, Seattle, Washington.

## Storia
Formatisi nella Contea di Orange, California nel 1997, i Trespassers William hanno prodotto quattro album e due EP. Anchor (1999) fu pubblicato dalla Sonikwire Records ed è attualmente fuori produzione. Different Stars è stato autoprodotto nel 2002 ed è stato ripubblicato due volte — più di recente dalla Nettwerk Records il 19 ottobre 2004. Ad inizio 2004, la band si è spostata a Seattle. Il loro terzo album, Having, (mixato dal produttore dei The Flaming Lips, Dave Fridmann) è stato pubblicato il 28 febbraio 2006.
La band è stata in tour negli Stati Uniti e in Europa diverse volte, incluso un tour in Gran Bretagna con Damien Rice ed un'apparizione ad un festival in Spagna con Morrissey.
La musica del gruppo ha richiamato una modesta esposizione alla stampa, specialmente su riviste inglesi come NME e Uncut ed è stata inserita nella colonna sonora di telefilm come One Tree Hill, The O.C., Buffy l'ammazzavampiri, Felicity, e film come Una canzone per Bobby Long e Annapolis.
Il gruppo si è sciolto ad inizio 2012. Una raccolta di b-side e rarità intitolata Cast, contenente anche una versione espansa del loro EP del 2009 The Natural Order of Things, è stata commercializzata dalla Saint Marie Records il 4 settembre 2012. Anna-Lynne Williams continua a scrivere e registrare come Lotte Kestner e parte del duo Ormonde. Matt Brown lavora sul materiale per i Disinterested e sta suonando con e facendo da produttore a diversi altri gruppi.

## Origine del nome della band
Il nome dei Trespassers William deriva da un racconto di Winnie the Pooh, Pooh e Pimpi vanno a caccia e rischiano di catturare una donnola di A.A. Milne:
"Accanto alla casa [di Pimpi] c'era un pezzo d'asse con su scritto: "Trespassers W". Quando Christopher Robin chiese a Pimpi cosa significasse, lui gli rispose che era il nome di suo nonno…abbreviazione di Trespassers Will, che era l'abbreviazione di Trespassers William."

## Discografia

### Album
- Anchor (30 novembre 1999)
- Different Stars (2002, 2004)
- Having (28 febbraio 2006)
- Cast (4 settembre 2012)

### Singoli ed EP
- Vapour Trail · (2003)
- Lie in the Sound · (2004)
- Live Session [EP] · (2005)
- Noble House [EP] · (2007)
- The Natural Order of Things [EP] · (12 marzo 2009)

### Compilation
- Una canzone per Bobby Long · (2004)

5. "Different Stars"
- One Tree Hill Volume 1 · (2005)

14. "Lie In The Sound"
- Sweet Nothings: Love is a Mixtape · (2006)

1. "And We Lean In"

## Membri
- Matt Brown – chitarra e tastiere
- Anna-Lynne Williams – voce e chitarra
- Josh Gordon – basso, batteria, percussioni, chitarra
- Ross Simonini – basso e tastiere
- Nathan Skolrud – batteria, basso e tastiere
- Jamie Williams – batteria